# Predatoroonops poncho
Espèce
Predatoroonops poncho est une espèce d'araignées aranéomorphes de la famille des Oonopidae.

## Distribution
Cette espèce est endémique de l'État de Rio de Janeiro au Brésil,. Elle se rencontre dans la Serra dos Órgãos à Teresópolis.

## Description
Le mâle holotype mesure 2,05 mm et la femelle paratype 2,35 mm.

## Étymologie
Comme toutes les espèces de ce genre décrites en 2012, le nom de cette espèce fait référence au film Predator en raison de l'aspect de la chélicère du mâle. Ici le personnage Jorge "Poncho" Ramirez interprété par Richard Chaves.

## Publication originale
- Brescovit, Bonaldo, Santos, Ott & Rheims, 2012 : The Brazilian goblin spiders of the new genus Predatoroonops (Araneae, Oonopidae). Bulletin of the American Museum of Natural History, no 370, p. 1-68 (texte intégral).